# Святе сімейство Каніджані
«Святе сімейство Каніджані» або «Мадонна Каніджані» — картина художника доби Відродження в Італії Рафаеля.
Рафаель написав цю картину для підприємця Доменіко Каніджані з нагоди його весілля із Лукрецією Фрескобальді. Між 1584 і 1589 роками нащадки Каніджані подарували картину ерцгерцогу Тосканському. Пізніше картина з'явилась в Дюссельдорфі разом із посагом Анни Марії Луїзи, доньки Козімо ІІІ Медічі, яка була видана в шлюб з курфюрстом Пфальцьським Іоганом Вільгельмом.

## Опис картини
| Просторий сільський пейзаж, на задньому плані видніються контури будов в стилі епохи Відродження, на передньому плані — Свята Родина зі Святими Єлизаветою та Іоаном. З просторового розміщення фігур видно, що Рафаель враховував новації, запропоновані Леонардо, який ввів пірамідальну композицію, незвичну для творів інших художників, які працювали у Флоренції на початку XVI століття.[3] |